# نبيل الفيلكاوي
نبيل سعيد الفيلكاوي ، 1965 فنان تشكيلي كويتي ومؤسس ورئيس نقابة الفنانين والاعلاميين في دولة الكويت وهو أحد أفراد المقاومة الكويتية إبان الغزو العراقي للكويت عام 1990.

## المؤهلات الدراسية
- بكالوريوس في تصميم الديكور المسرحي من المعهد العالي للفنون المسرحية من الكويت 1989.
- ماجستير في الفنون جامعة اوريغون ستيت الاميركية، بتقدير امتياز 1995.
- دكتوراه بالاعلام في (مالتي ميديا) من جامعة برايتون في المملكة المتحدة البريطانية 2000 بتقدير 'امتياز' مع مرتبة الشرف.

## المناصب
- مساعد نائب المدير العام للهيئة العامة للتعليم التطبيقي والتدريب 2017 - 2018 .
- أستاذ مساعد في قسم التربية الفنية - كلية التربية الأساسية - الهيئة العامة للتعليم التطبيقي والتدريب 2000.
- معيد بعثة في قسم التصميم الداخلي - كلية التربية الأساسية - الهيئة العامة للتعليم التطبيقي 1992.
- معيد بعثة في قسم الديكور - المعهد العالي للفنون المسرحية – وزارة الإعلام 1989.
- أستاذ منتدب في المعهد المعهد العالي للفنون المسرحية 2001.
- أستاذ منتدب في كلية البنات الجامعية بجامعة الكويت 2003.
- أستاذ منتدب في كلية التربية بجامعة الكويت 2004.
- محاضر للعديد من الدورات (برنامج الفوتو شوب) في مركز خدمة المجتمع بجامعة الكويت 2005.
- محاضر للعديد من الدورات (تصميم الديكور) في مركز خدمة المجتمع لجامعة الكويت 2005.
- محاضر للعديد من الدورات (التصميم بالحاسوب) في مركز خدمة المجتمع لجامعة الكويت 2005.
- مدرب معتمد لبرنامج قبعات التفكير الست لرائد التفكير الإبداعي (إدوارد دي بونو).
- مدرب معتمد لبرنامج كورت لرائد التفكير الإبداعي (إدوارد دي بونو).
- مؤسس ورئيس نقابة الفنانين والاعلاميين في دولة الكويت.[2]
- مؤسس ورئيس مجلس أمناء مهرجان محمد عبدالمحسن الخرافي للابداع المسرحي.
- مؤسس ومدير جائزة الشهيد فهد الأحمد للدراما التلفزيونية.
- مؤسس ونائب الرئيس وعضو المكتب التنفيذي للهيئة العربية للمسرح.
- الامين العام الاتحاد العام للفنانين العرب.
- رئيس مجلس إدارة الاتحاد الكويتي للمسارح الاهلية.
- رئيس مجلس إدارة المسرح الشعبي.[3]
- مؤسس شبكة السينوغرافيين العرب بالهيئة العربية للمسرح.
- رئيس فريق إنشاء المتحف الرياضي الكويتي – الهيئة العامة للشباب.
- المستشار الاعلامي لمكتب الإنماء الاجتماعي في الديوان الأميري الكويتي.
- عضو في لجنة المنتج المنفذ تلفزيون دولة الكويت.
- عضو في لجنة تطوير الحركة الفنية في وزارة الاعلام الكويتية.

## الأعمال الفنية
- تصميم وتنفيذ سينوغرافيا ال 85 مسرحية محلية وعالمية مسرحية (القتلة) في الولايات المتحدة الأمريكية ومسرحيات كويتية أهمها سيف العرب. مخروش طاح بكروش. الستار. عاصفة الصحراء. انتيجونا ننتظر. سارة. القضية خارج الملف. القضية. صندوق أمينة.فريه كويت.العالم الثالث. اللعبة. القنديل. لو. الثرثرة. من يربح المليون.
- تصميم هدية لأمير البلاد مهداة من الهيئة العامة للتعليم التطبيقي التدريب 2018.
- تصميم واشراف وتنفيذ سينوغرافيا اوبريت السلام بمناسبة دورة العاب غرب آسيا الاولمبية الكويت 2002
- إخراج حفل تكريم الخريجين المتفوقين بالهيئة العامه للتعليم التطبيقي والتدريب 2015-2016-2017
- إخراج حفل تكريم الطلبة المتفوقين بالهيئة العامه للتعليم التطبيقي والتدريب 2015 -2016-2017
- إخراج حفل تكريم الخريجين المتفوقين لمعاهد التدريب والدورات الخاصة 2015 -2016-2017
- إخراج الحفل الموحد لتكريم الخريجين المتفوقين بالهيئة العامه للتعليم التطبيقي والتدريب 2015 -2016-2017
- الاشراف الفني على (اوبريت الوطني ديرة التطبين) الكويت 2008 .
- الاشراف الفني على اوبريت افتتاح الدورة العربية للفروسية الكويت 2008.
- تصميم وادارة حفل افتتاح خليجي (16) لكرة القدم الكويت.
- تصميم وتنفيذ ديكور العطاء الوطني لمكتب الشهيد الكويت 1999.
- التنفيذ والاشراف على ديكور اوبريت عزيزة ياكويت (ماجيك لاتيني) سوريا ـ لبنان ـ الكويت عام 1992 .

## الجوائــز
- جائزة أفضل سينوغرافيا بمهرجان قرطاج المسرحي تونس 1989.
- جائزة أفضل سينوغرافيا بمهرجان مجلس التعاون المسرحي الثاني 1989.
- جائزة أفضل سينوغرافيا بمهرجان الكويت المسرحي 1990.
- جائزة أفضل سينوغرافيا في جامعة ولاية أورغن بالولايات المتحدة الأمريكية عام 1994 .
- جائزة أفضل سينوغرافيا بمهرجان مجلس التعاون المسرحي 2002 .
- جائزة أفضل سينوغرافيا بمهرجان الكويت المسرحي 2013.[4]

## دوره في الغزو العراقي
قاد خلال الغزو العراقي للكويت عام 1990 مجموعة تدعي الأندلس، والتحق برفاقه في شباب الكويت مع بدايات أعمال المقاومة و'تخصص' بتفخيخ السيارات ومطاردة القوات العسكرية العراقية التي احتلت الكويت وصولا إلى البصرة، ولم يكن صانعا للحدث في الأعمال البطولية للمقاومة الكويتية بل شاهدا وموثقا ومصورا لجهودها والعمليات العسكرية بالصور الفوتوغرافية والفيديو، لذلك أطلق عليه اسم 'مؤرخ المقاومة' الذين أقاموا شبكة من التواصل مع قيادات أخرى في الداخل والخارج، واستطاعوا أن يتخفوا عن أعين 'السيطرات' وأجهزة مخابراتها.